# Catalina Zaccaria
Catalina Asen Zaccaria o Catalina Paleólogo (en griego: Αἰκατερίνα Παλαιολογίνα; fallecida el 26 de agosto de 1462) era hija del príncipe de Acaya, Centurión II Zaccaría y de una dama bizantina procedente de las casas de Asen y Paleólogo. En septiembre de 1429 se comprometió con el déspota de Morea Tomás Paleóogo y se casó con él en enero de 1430 en Mistrá.
Jorge Esfrantzes, en su Breve Historia, menciona a Cidonides Tzamblakon junto a Tomás Paleólogo, a quien considera el tío más querido de su esposa. En 1459, este hombre incitó a Tomás a una guerra contra su hermano Demetrio Paleólogo. Tzamblakon estaba casado con una hermana de la madre de Catalina. En Kalávrita se conserva un palacio conocido en la región como «el palacio de la Paleólogo», que, según la tradición, fue un regalo personal de Constantino Paleólogo a su cuñada, y por ello recibió su nombre de ella.
Catalina permaneció en Morea como consorte de Tomás hasta la conquista otomana de 1460 , tras lo cual huyó con su marido e hijos a la isla de Corfú, ocupada por los venecianos. Jorge Esfrántzes sirvió en la casa de Catalina durante un tiempo. Helena Tzamblakon, esposa de Esfrantzes, era prima segunda de Catalina por parte de su madre Asen-Paleólogo. Murió el 26 de agosto de 1462 y fue enterrada en el monasterio de Jasón y Sosípatros. El erudito y posterior profesor de griego Jorge Hermónimo escribió un panegírico para Catalina. Hermónimo era cercano a la familia de Tomás. Dijo que escribió el epitafio para su esposa no por deber, sino por la profunda admiración que le tenía. En este epitafio lamenta su muerte y la elogia como «una emperatriz divina» y «la más modesta y valiente de las mujeres».

## Descendencia
Catalina y Tomás tuvieron cuatro hijos:
- Helena (1431-1473), se casó con Lazar Branković de Serbia.
- Andrés (1453-1502), que reivindicó el título de emperador bizantino.
- Manuel (1455-1512), prometió lealtad a los otomanos y tuvo dos hijos: Juan (que murió muy joven) y Andrés (que se convirtió al Islam).
- Sofía (1455-1503), se casó con el gran príncipe Iván III de Rusia en 1472.